# Charles Hannam
Charles Hannam (geboren als Karl Ludwig Hirschland 26. Juli 1925 in Essen; gestorben 28. Mai 2015 in der Grafschaft Devon) war ein britischer Pädagoge, der als Kind aus Deutschland flüchten musste.

## Leben
Karl Hirschland wurde 1925 als Sohn des jüdischen Bankiers Max Hirschland, Inhaber des Essener Bankhauses Levi Hirschland und Söhne, geboren. Als Schüler des Goethe-Gymnasiums in Essen war er Anfeindungen seitens der Mitschüler und der Lehrerschaft ausgesetzt. Bei den Novemberpogromen 1938 wurde er Zeuge, wie SA-Männer in sein Elternhaus eindrangen, es plünderten und die Einrichtung zerstörten.  
Hirschland wurde im Mai 1939 mit einem Kindertransport in England in Sicherheit gebracht; ebenso konnte seine 1920 geborene Schwester Margot ausreisen. Der Vater hingegen blieb bei seinem Schwiegervater Louis Freudenberg in Essen, wurde entrechtet und im Sommer 1942 mit ihm aus dem Durchgangslager Holbeckshof in das Ghetto Theresienstadt deportiert, wo er am 9. Juli 1944 ermordet wurde.
Hirschland kam in England zunächst in einem Jugendheim für Flüchtlinge unter und besuchte dann die Gilbert Hannam Grammar School in Midhurst. Nach dem Schulabschluss wurde Charles Hannam Soldat der British Army und auf dem asiatischen Kriegsschauplatz in Britisch-Indien eingesetzt.
Hannam arbeitete nach 1945 als Lehrer und später als Hochschuldozent in England und publizierte verschiedene Schriften zur Didaktik. Er veröffentlichte 1978 den ersten Band einer dreibändigen Autobiographie.  
Hannam war verheiratet und hatte vier Kinder.

## Schriften (Auswahl)

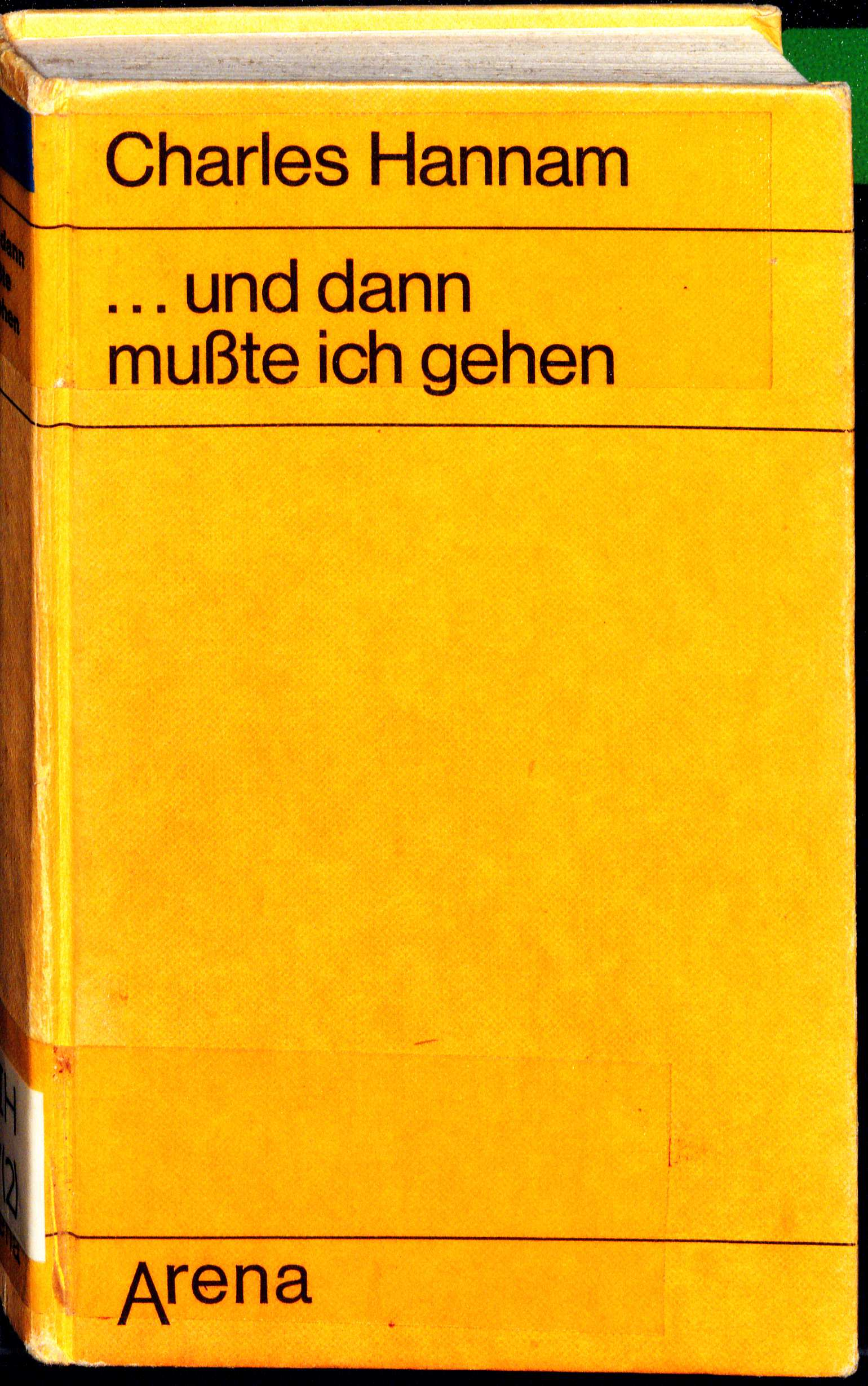
Einband der 2. Auflage 1980 beim Arena Verlag

- Parents and mentally handicapped children. Harmondsworth: Penguin Books in association with MIND, 1975
- mit Pat Smyth; Norman Stephenson: The first year of teaching. Bristol: Bristol Classical Press, 1976
- mit Pat Smyth; Norman Stephenson: Young teachers and reluctant learners. Harmondsworth: Penguin, 1977
- A boy in that situation: an autobiography. London, 1977
  - … und dann mußte ich gehen. Die Geschichte eines jüdischen Jungen von 1933 bis 1940. Übersetzung  Charles Hannam, Eva-Maria Spaeth. Arena, Würzburg 1979
- Almost an Englishman. London: André Deutsch, 1979
- Outsider inside. Brighton: Alpha, 2008